# メアリー・リーキー
メアリー・リーキー（Mary Douglas Leakey, 1913年2月6日-1996年12月9日）は、イギリスの古人類学者である。イギリス学士院フェロー。現在はヒトの祖先と信じられているプロコンスルの頭蓋骨の化石を初めて発見した。また、タンザニアのオルドヴァイでパラントロプス・ボイセイの頭蓋骨の化石も発見した。彼女のキャリアの大部分で、夫のルイス・リーキーとともにオルドヴァイで研究を行った。彼らはオルドヴァイで古代ヒト亜科や初期のヒト族の化石やヒト属により作られた石器を研究した。メアリーは、オルドヴァイで発見された石器を分類するための体系を開発した。またラエトリ足跡を発見し、ラエトリで375万年以上前のヒト属の化石を発見した。
キャリアを通じ、15の動物の新種を発見した。また1つの新しい属を命名した。
1972年に夫が亡くなった後、メアリーはオルドヴァイの掘削体のディレクターを務めた。息子のリチャード・リーキーも古人類学者に育てた。

## 伝記

### 子供時代
メアリーは1913年2月6日にロンドンで、Erskine Edward NicolとCecilia Marion (Frere) Nicolの間に生まれた。ニコール家はアメリカ合衆国、イタリア、エジプト等の多くの場所に転居し、そこでアースキンが描いた水彩画をイギリスに持ち帰って販売していた。メアリーは、この間にエジプト学への熱意を育んでいった。
母方の曽祖父には、好古家のジョン・フレールがおり、歴史家で考古学者のシェパード・フレールと同じ祖先を持つ。フレール家は、19世紀イギリス植民地帝国の熱心な廃止論者で、解放された奴隷のためのいくつかのコミュニティを作った。これらのコミュニティのうち3つは、1984年にメアリーが自伝Freretown, Kenya; Freretown, South Africa; and Freretown, Indiaを出版した時点で現存していた。
ニコール家はフランス南部で多くの期間を過ごし、若いメアリーは流ちょうなフランス語を話すようになった。1925年、メアリーが12歳の時、一家はレ・ゼイジーに滞在していた。その頃、フランス人の考古学者で先史学者であるエリー・ペイロニがそこの洞窟の1つを発掘した。考古学黎明期でペイロニは科学的な発掘を行わず、発見したものの大半の重要性を理解しなかった。メアリーは、彼が発掘した遺跡の中を通り抜ける許可を得て、ここで先史時代や考古学に関する興味を芽生えさせた。彼女は廃棄物置き場から刃やスクレイパー等の収集を開始し、自身の分類の最初の体系を作り上げた。
一家はその後、ロット県のカブレレに転居し、そこで村の司祭であるAbbé Lemoziと出会った。二人は、バイソンやウマの先史時代の絵を見に、ペッシュ・メルルの洞窟も訪れた。

### 教育
1926年春、メアリーが13歳の時、彼女の父が癌で死去し、メアリーと母はロンドンに戻った。彼女はここで教育のために地元のカトリック修道院に入り、後にここでの試験に一度も合格しなかったことを誇った。彼女は流ちょうなフランス語を話したが、恐らく教師が田舎なまりを好まなかったため、フランス語の成績が良いわけではなかった。彼女は詩の朗読を拒否したために退学となり、次に入った修道院でも、化学の実験で爆発を起こしたために再度退学となった。その後、母は2人の家庭教師を雇ったが、修道院以上には成功しなかった。家庭教師の後、母はナニーを雇った。
メアリーの関心の中心は、イラストと考古学であったが、彼女の成績では、公式の大学入学許可は与えられなかった。母はオックスフォード大学の教授に連絡して入学の可能性について打診したが、時間の無駄なので申請しないよう勧められた。メアリーは、1951年に名誉博士号を授与されるまで、大学とそれ以上関わらなかった。
一家はケンジントンに転居し、入学は許可されていないものの、ユニヴァーシティ・カレッジ・ロンドンの考古学及び関連の授業に出席するようになった。またロンドン博物館でモーティマー・ウィーラーに師事した。
メアリーは、多くの夏の発掘調査に応募したが、ウィーラーは発掘現場に彼女を受け入れた最初の人物となった。最初の発掘は、かつてウェルラミウムであったセント・オールバンズであった。続いて、ドロシー・リデルの下でヘンブリーでの新石器時代の土層の発掘に参加した。リデルは、1934年までの4年間、彼女を訓練した。リデルのために彼女が描いた道具のイラストはイギリス人考古学者ガートルード・ケイトン・トンプソンの目に留まり、1932年末には彼女の著書The Desert Fayoumの制作にイラストレーターとして参加した。

### その後

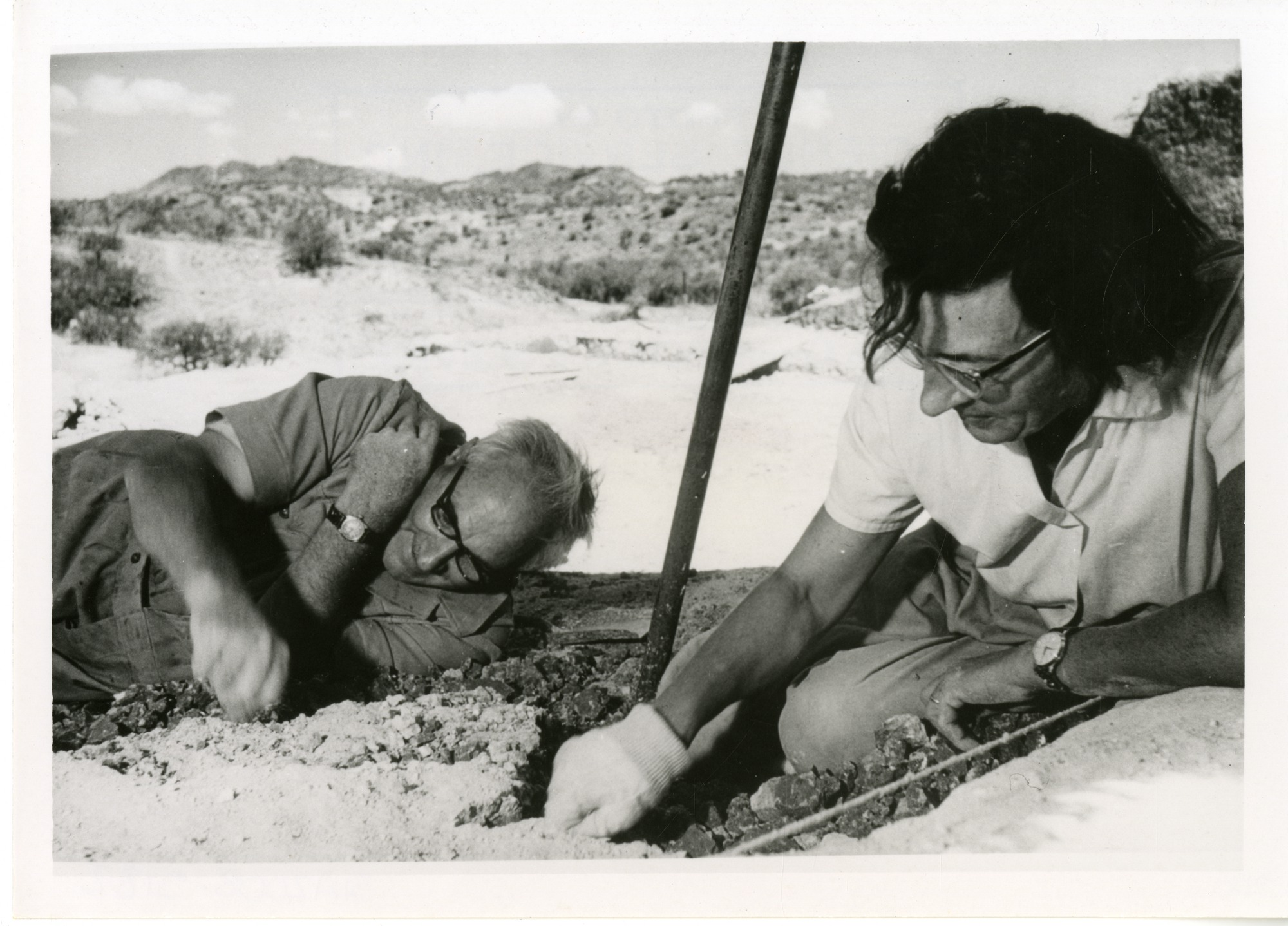
Mary and Louis Leakey at Olduvai Gorge

トンプソンを通じて、彼女は、著書Adam's Ancestors (1934)のイラストレーターを必要としていたルイス・リーキーと出会った。彼女がイラストの仕事をしている間に、二人は親密になっていった。彼らが互いに引っ越した時、リーキーはまだ結婚しており、息子のコリンが生まれたばかりだった。1936年にルイスがフリーダ・リーキーと離婚した後、二人は結婚したが、これにより、彼はケンブリッジ大学を追われることになった。
メアリーとルイスの間には、1940年生まれのジョナサン、1944年生まれのリチャード、1949年生まれのフィリップの3人の息子がいる。4人目の子供は娘だったが、乳児の時に亡くなった。3人は遺跡のある様々な場所で子供時代を過ごし、夫妻は可能な限り家族で発掘や探検を行った。子供達は様々な作業現場に同行し、家族で発掘を行った。子供達は、両親が常に持っていた自由への愛情を持って育てられた。メアリーは、夕食の席で食べ物や飲み物を飲むのを手伝うペットのハイラックスを客が追い払うことさえ許さなかった。彼女は自伝の中で、ケニアでの妊娠や子育ての難しさについてはほとんど言及していない。彼女はたばこや葉巻をよく吸っていた。
夫が存命の間、多くの共同発見を公表した。しかし、彼女の貢献はしばしば夫の名でクレジットされた。ルイスが1972年10月1日に心臓発作で死去した後もメアリーは考古学の研究を続け、彼女自身もこの分野で一目置かれる人物となった。息子のリチャードも古人類学者となり、メアリーは彼のキャリアを支援した。他の2人の息子ジョナサンとフィリップは、彼らの別の興味のある道に進んだ。

### 死去
メアリーは、83歳だった1996年12月9日にケニアのナイロビで死去した。家族は、「彼女は平和に亡くなった」とだけ述べ、死因を伏せて彼女の死を公表した。

## 研究

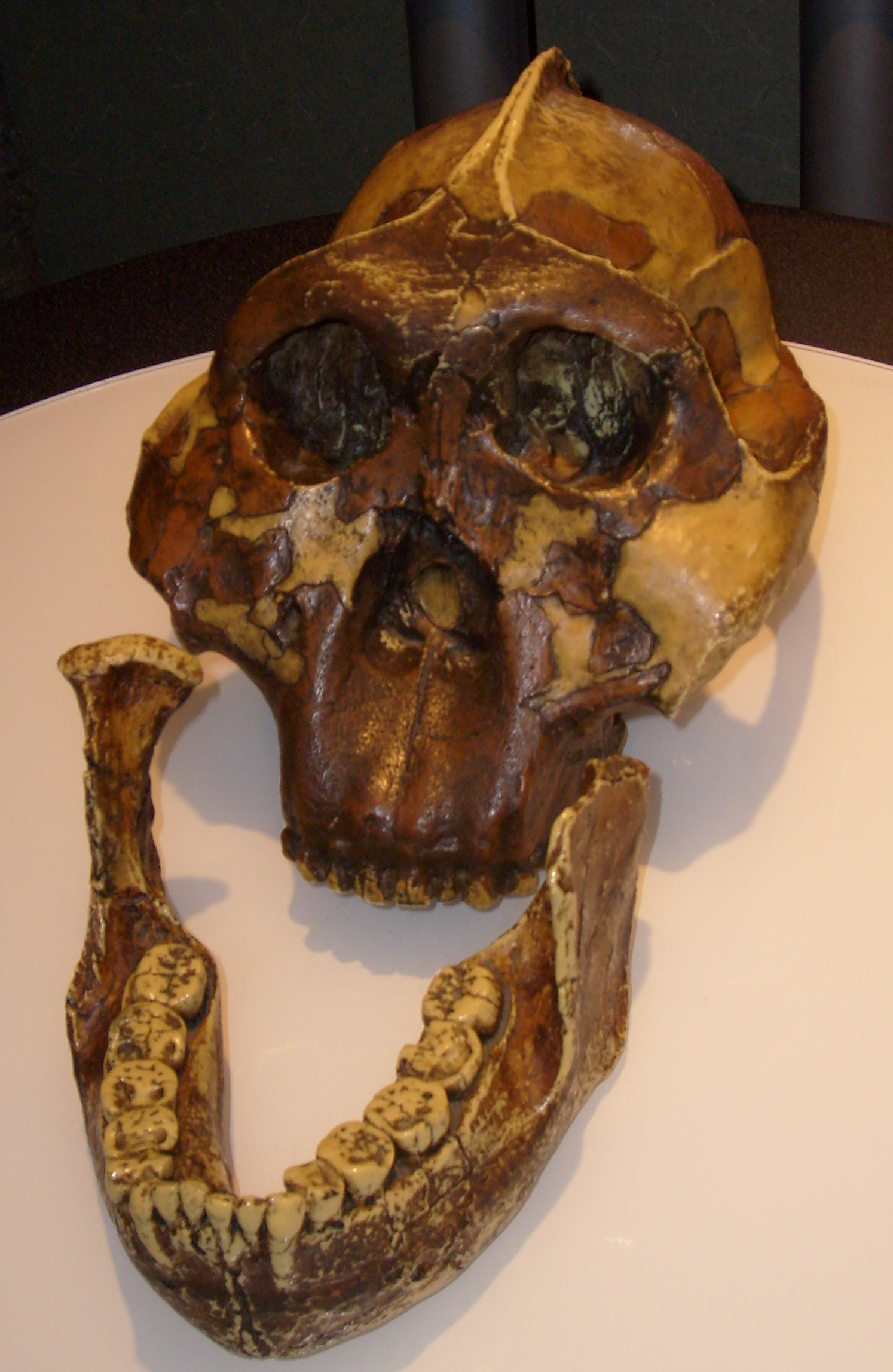
Replica of the skull "Zinjanthropus", sometimes known as "Nutcracker Man", found by Mary Leakey.

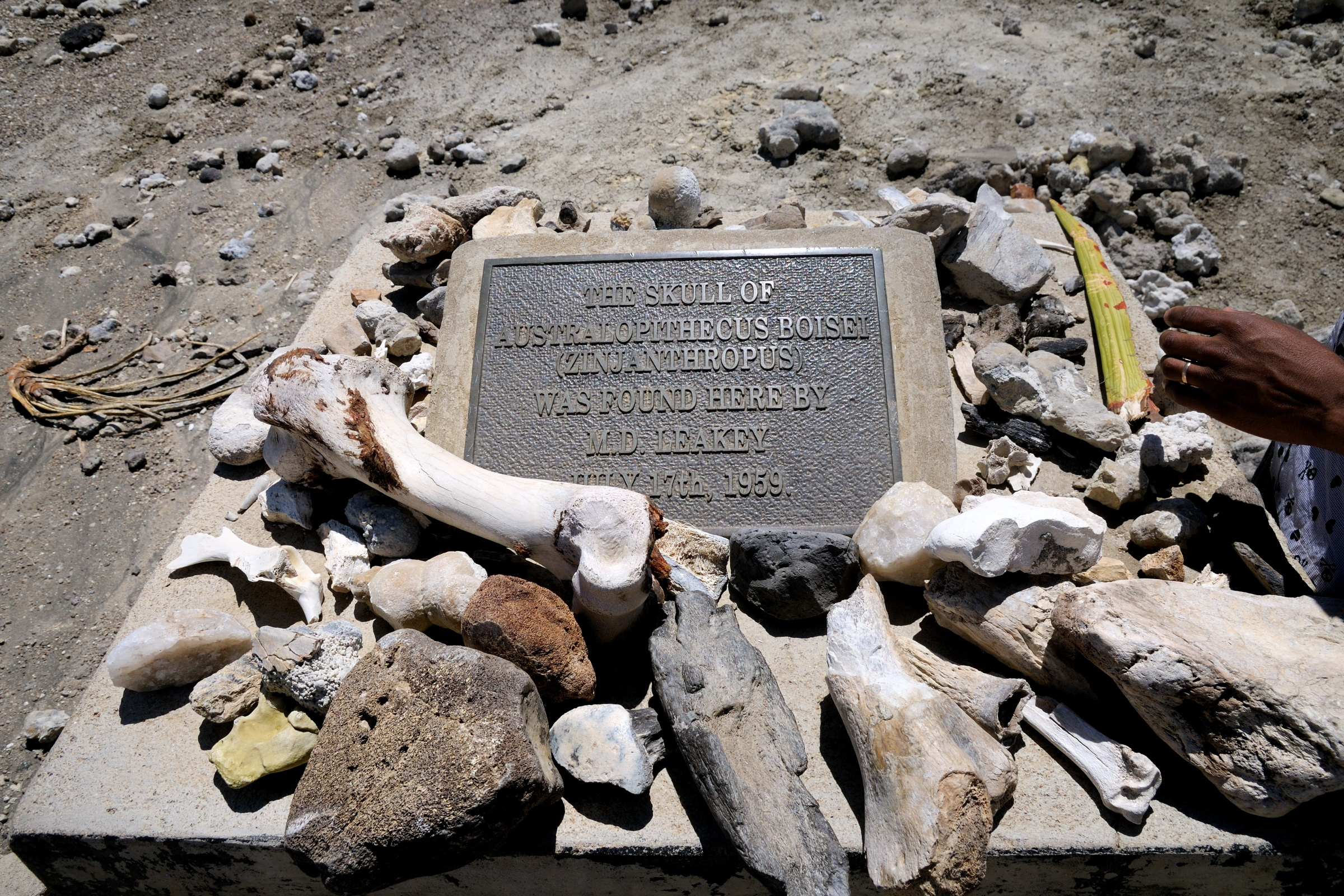
Plinth with plaque sited in Olduvai Gorge marking the spot where Mary Leakey discovered "Zinjanthropus", the first-found A. boisei in Africa.

上述のとおり、1930年から1934年にかけて、ヘンブリーでドロシー・リデルに師事した。1934年、スワンズコムでの発掘に参加し、当時イギリスで最も大きかったゾウの歯を見つけた。1930年代から1950年代にかけて、夫妻はケニア中央部のハイラックスヒルやニョロ川の洞窟で後期旧石器時代、新石器時代、鉄器時代の研究を行った。1984年10月には、ビクトリア湖のルシンガ島でプロコンスル・アフリカヌスの頭蓋骨を発見した。タンザニア中部ではコンドアの岩絵遺跡群を記録し、公表している。
しかし、メアリーの最も有名な研究は、タンザニア北部セレンゲティ平原のオルドヴァイでのものである。この地では、オルドワン石器から多目的ハンドアックスまで多くの石器が発掘された。彼らが発掘した最も初期の道具は、恐らく200万年以上前のホモ・ハビリスが作ったものである。
1959年7月17日の朝、オルドヴァイ滞在中のルイスは気分の悪さを感じて、メアリーはフィールドに出ている間、キャンプに留まった。ある時、彼女は「ヒト科の頭蓋骨の一部に見える」骨の欠片に気付いた。表面の土を除くと、「曲線状の顎に2本の大きな歯が埋め込まれているもの」を見つけ、キャンプに戻りながら「彼を捕まえた！」と叫んだ。翌日、積極的な発掘が始まり、数週間のうちに頭蓋骨の一部が掘り出されたが、ガレ場に散らばった破片を再構成する必要があった。頭蓋骨の検査の後、ルイスはこれをヒトの祖先となる猿人のものと結論付けた。彼は最終的に、発見したこの化石を「東アフリカの男」を意味するZinjanthropus boiseiと名付けた。Zinj（ザンジュ）は、古代アラビア語で東アフリカ沿岸を意味する言葉である。この名前は後に、Paranthropus boiseiと改名された。Australopithecus boiseiと呼ぶ者もおり、分類は未だ定まっていない。
1960年代、夫妻は、若いケニア人古人類学者のw:Kamoya Kimeuとの共同作業を開始したが、メアリーは特に彼の専門的知見を評価していた。夫妻は彼に古人類学、進化理論、発掘技術を教えた。そして彼はケニアで尊敬される古生物学者及びキュレーターとなり、次の世代のケニアの化石発掘者を教育した。
夫が1972年に死去した後も、メアリーはオルドヴァイ及びラエトリで夫妻の研究を続けた。375万年以上前のヒト族の化石を発見したのは、ラエトリでのことだった。
1976年から1981年まで、メアリーと彼女のスタッフは、約360万年前の火山灰の層の中でラエトリ足跡を発掘した。翌年はオルドヴァイとラエトリでこの発見に関する研究を行い、公表の準備をした。、
キャリアを通じて、彼女は動物の15の新種、1つの新属を発見した。1979年にはアメリカ芸術科学アカデミーの外国人名誉会員に選ばれた。

## レガシー
2013年4月、ロイヤルメールは、6人の「偉大なイギリス人」の1人として記念切手を発行した。Googleは、2013年2月6日のGoogle Doodleで彼女の100歳の誕生日を祝った。
ケニアのキクユにあるメアリー・リーキー女子高校は、彼女の義理の母でルイスの母メアリー・バゼット・リーキーの名前に因んだものである。
ビデオゲーム『シヴィライゼーションVI』では、プレイヤーが雇う偉大な科学者として登場する。

## 受賞等
- ウィットウォーターズランド大学　名誉博士号（1968年）
- イェール大学　名誉博士号（1976年）
- ミシガン大学　名誉博士号（1980年）
- オックスフォード大学　名誉博士号（1981年）
- w:Society of Woman Geographers　ゴールドメダル（1975年）[24]
- スウェーデン王立科学アカデミー　リンネゴールドメダル（1978年）
- エリザベス・ブラックウェル賞（1980年）
- ナショナルジオグラフィック協会　ハバード・メダル（1962年） - ルイスと共同受賞
- ロンドン地質学会　プレストウィッチ・メダル（1969年） - ルイスと共同受賞[25]

## 著書
- Excavations at Njoro River Cave, 1950年 - ルイスと共著
- Olduvai Gorge: Excavations in Beds I and II, 1960–1963, 1971年
- Olduvai Gorge: My Search for arly Man, 1979年
- Africa's Vanishing Art: The Rock Paintings of Tanzania, 1983年
- Disclosing the Past, 1984年

## 関連文献
- Mowbray, Ken (1970–1980). “Leakey, Mary Douglas Nicol”. Dictionary of Scientific Biography. Vol. 22. New York: Charles Scribner's Sons. pp. 221–224. ISBN 978-0-684-10114-9.